# Auguste Isaac Samuel Schmidely
Auguste Isaac Samuel Schmidely (Ginebra, 26 de enero de 1838-Berlín, 28 de octubre de 1918) fue un botánico austríaco. Hijo de Henri-Louis Schmidely y de Julie Amaron.

## Eponimia
- (Primulaceae) Primula × schmidelyi Gremli[1]
- (Rosaceae) Rubus schmidelyi A.Favrat[2]
- (Rubiaceae) Galium schmidelyi Chenevard & Wolf[3]
- (Rutaceae) Toddalia schmidelioides Baker[4]